# Чужий костюм, частина 1
«Чужий костюм», частина 1 (англ. The Alien Costume, Part One) — сьома серія мультсеріалу "Людина-павук" 1994 року, перша частина історії "Чужий костюм".

## Сюжет
Астронавти Джон Джеймсон і Пол Стівенс знаходять камінь, відомий як "Прометей Ікс", який потужніший, ніж плутоній. Також на камені залишається космічний слиз, який виявляється симбіотом, живим організмом, і намагається поживитися астронавтами. Космічний шаттл падає на Манхеттенський міст, біля річки Гудзон, де суперзлодій Носоріг за наказом КінгПіна намагається вкрасти "Прометей Ікс". Людина-павук рятує Джеймсона і Стівенса. Також на мості виявляється безробітний фотограф Едді Брок, фотографує Людину-павука і Носорога. Коли Джона Джеймсон прибуває туди, Едді користується моментом, звинувачує у злочині, скоєному Носорогом і дає йому фото Павука, а фото Носорога забирає і нікому не показує. Джона вірить Едді і знову бере його на роботу, а тому, хто впіймає Павука, Джеймсон обіцяє виплатити мільйон доларів. Пізніше Пітер помічає на костюмі симбіота, і, думаючи, що це звичайний бруд, кидає у кошик для брудного одягу. Коли Пітер йде спати, слиз налазить на нього, і вночі він прокидається, але не вдома, а висячи на паутині у центрі міста у чорному костюмі, який він ніколи раніше не бачив. Костюм робить Пітера швидшим, сильнішим і здатен самостійно виробляти павутину. Пізніше, КінгПін посилає Носорога дістати деякі матеріали для перевірки "Прометея Ікс". Пітер прибуває на місце пограбування, але втративши контроль над собою, ледь не вбиває Носорога. Він розуміє, що з ним щось відбувається і хоче дізнатися, що саме.

## У ролях
- Крістофер Деніел Барнс — Пітер Паркер/Людина-павук
- Лінда Гері — тітка Мей Паркер
- Генк Азарія — Едді Брок
- Роско Лі Браун — КінгПін
- Максвелл Колфілд — Елістер Сміт
- Дон Старк — Алекс О'Гірн/Носоріг
- Едвард Еснер — Джона Джеймсон
- Родні Сальсберрі — Джо «Роббі» Робертсон
- Майкл Гортон — Джон Джеймсон
- Дженніфер Гейл — Феліція Гарді
- Патрік Лабіорто — Флеш Томпсон